# 2006 aux échecs
| Années des échecs : 2003 - 2004 - 2005 - 2006 - 2007 - 2008 - 2009    |
| Décennies des échecs : 1970 - 1980 - 1990 - 2000 - 2010 - 2020 - 2030 |

Cet article présente les faits marquants de l'année 2006 aux échecs.

## Championnats du monde

### Championnat du monde mixte
- 23 septembre-13 octobre : Championnat du monde d'échecs 2006 de la réunification à Elista. Vladimir Kramnik prend le titre de champion du monde en battant Veselin Topalov 6-6 et 2,5-1,5 au départage des parties rapides[1]

### Championnat du monde féminin
- 10-27 mars : Finale du Championnat du monde féminin à Ekaterinbourg[2]

Demi-finales : Alisa Galliamova bat Viktorija Čmilytė 1,5-0,5 et Xu Yuhua bat Natalia Matveeva 1,5-0,5
Finale : Xu Yuhua bat Galliamova 2,5-0,5
- Du 6 au 8 juillet : la Coupe du Monde des Échecs féminins a lieu à Dresde, et est remportée par Susan Polgar[4].

### Championnats du monde de blitz
| Tournoi       | Champion mixte        | Championne |
| ------------- | --------------------- | ---------- |
| Cadence blitz | Aleksandr Grichtchouk |            |

### Championnats du monde d'échecs senior, de la jeunesse
| Âge                              | Champion mixte         | Championne               |
| -------------------------------- | ---------------------- | ------------------------ |
| Seniors (plus de 60 ans)         | Viktor Kortchnoï       | Ludmila Saunina          |
| Juniors (moins de 20 ans)        | Zaven Andriasian       | Shen Yang                |
| Moins de 18 ans                  | Arik Braun             | Harika Dronavalli        |
| Moins de 16 ans                  | Jacek Tomczak          | Sopiko Guramishvili      |
| Moins de 14 ans                  | Vasif Durarbeyli       | Klaudia Kulon            |
| Moins de 12 ans                  | Robert Aghasaryan (en) | Mariam Danelia (en)      |
| Moins de 10 ans                  | Koushik Girish         | Cholleti Sahajasri       |
| Moins de 8 ans                   | Chennamsetti Mohineesh | Ivana Maria Furtado (en) |
| Résolution de problèmes d'échecs | Piotr Murdzia          |                          |

## Tournois et opens
| Nom de l'événement                            | Dates                        | Lieu                      | Cadence            | Vainqueur                                                                              |
| --------------------------------------------- | ---------------------------- | ------------------------- | ------------------ | -------------------------------------------------------------------------------------- |
| Tournoi d'échecs d'Hastings                   | décembre 2005 - janvier 2006 | Hastings                  | Classique          | Valeri Neverov                                                                         |
| Rilton Cup                                    | décembre 2005 - janvier 2006 | Stockholm                 | Classique          | Eduardas Rozentalis                                                                    |
| Tournoi de Reggio Emilia                      | décembre 2005 - janvier 2006 | Reggio d'Émilie           | Classique          | Konstantin Landa                                                                       |
| Tournoi de Wijk aan Zee                       | 14-29 janvier                | Wijk aan Zee              | Classique          | Tournoi principal : Viswanathan Anand et Veselin Topalov Tournoi B : Alexandre Motylev |
| Tournoi des Young Masters                     | 1er-11 février               | Cuernavaca                | Classique          | Ruslan Ponomariov                                                                      |
| Open Aeroflot                                 | 8-16 février                 | Moscou                    | Classique          | Baadur Jobava                                                                          |
| Open de Cannes                                | 12-18 février                | Cannes                    | Classique          | Fabien Libiszewski, Robert Zelčić, Mikheïl Kekelidzé (pl) et Mladen Palac              |
| 22e Open de Cappelle-la-Grande                | 18-25 février                | Cappelle-la-Grande        | Classique          | Aleksandr Moiseenko                                                                    |
| Tournoi de Linares-Morelia                    | 18 février - 11 mars         | Linares                   | Classique          | Levon Aronian                                                                          |
| 22e open de Reykjavik                         | 6-14 mars                    | Reykjavik                 | Classique          | Gabriel Sargissian                                                                     |
| 7e tournoi de Poïkovski                       | 18-27 mars                   | Poïkovski                 | Classique          | Alexeï Chirov                                                                          |
| 36e Tournoi Bosna                             | 7-16 avril                   | Sarajevo                  | Classique          | Liviu-Dieter Nisipeanu, Vladimir Malakhov et Magnus Carlsen                            |
| Tournoi Sigeman & Co                          | 28 avril - 6 mai             | Malmö                     | Classique          | Jan Timman                                                                             |
| MTel Masters                                  | 11-21 mai                    | Sofia                     | Classique          | Veselin Topalov                                                                        |
| 79e Championnat de Saint-Pétersbourg          | 2-13 juin                    | Saint-Pétersbourg         | Classique          | Valerij Popov et Vasily Yemelin                                                        |
| Championnat de Paris                          | 8-12 juin                    | Paris                     | Classique          | Murtas Kazhgaleïev                                                                     |
| 19e Tournoi Magistral « Ciudad de León »      | 8-12 juin                    | León                      | Rapide             | Viswanathan Anand                                                                      |
| Tournoi Aerosvit                              | 17-28 juin                   | Foros                     | Classique          | Sergueï Roublevski                                                                     |
| 39e festival d'échecs de Bienne               | juillet                      | Bienne                    | Classique          | Aleksandr Morozevitch                                                                  |
| 10e mémorial Petr Izmailov                    | 11-16 juillet                | Tomsk                     | Classique          | Sergueï Kariakine                                                                      |
| 11e open international « Ciudat de Balaguer » | 17-26 juillet                | Balaguer                  | Classique          | Aleksander Delchev                                                                     |
| Tournoi de Dortmund                           | 19 juillet - 6 août          | Dortmund                  | Classique          | Vladimir Kramnik                                                                       |
| Politiken Cup                                 | 22-30 juillet                | Copenhague                | Classique          | Vadim Malakhatko, Nigel Short et Jonny Hector                                          |
| Tournoi féminin « North Urals Cup »           | 22 juillet - 1er août        | Krasnotourinsk            | Classique          | Kateryna Lahno                                                                         |
| Open de Hollande                              | 24 juillet - 3 août          | Dieren                    | Classique          | Friso Nijboer                                                                          |
| 4e mémorial Marx György                       | 28 juillet - 7 août          |                           | Classique          | Pentala Harikrishna                                                                    |
| Tournoi « Liepajas Rokade »                   | 3 - 6 août                   | Liepāja                   | Rapide             | Kiril Georgiev                                                                         |
| Tournoi Empresa                               | 8-16 août                    | Montréal                  | Classique          | Pavel Eljanov                                                                          |
| NH Chess Tournament,                          | 19-29 août                   | Amsterdam                 | Classique          | Aleksandr Beliavski                                                                    |
| Mitropacup                                    | 6-15 septembre               | Brno                      | Classique          | Hongrie (hommes) et Slovénie (femmes)                                                  |
| 7e tournoi Young Masters                      | 13-18 septembre              | Lausanne                  | Classique          | Maxime Vachier-Lagrave                                                                 |
| 15e tournoi « Monarch Assurance Isle of Man » | 23 septembre - 1er octobre   | Port Erin                 | Classique          | Alexander Areshchenko et Sergueï Volkov                                                |
| Open de Calvià                                | 20-29 octobre                | Calvià                    | Classique          | Friso Nijboer                                                                          |
| Tournoi de Barcelone                          | 19-27 octobre                | Barcelone                 | Classique          | Leinier Domínguez                                                                      |
| 10e Tournoi Essent                            | 20-28 octobre                | Hoogeveen                 | Classique          | Shakhriyar Mamedyarov et Judit Polgar                                                  |
| Tournoi du Cap d'Agde                         | 26 octobre - 2 novembre      | Cap d'Agde                | Rapide             | Teimour Radjabov                                                                       |
| Corsican Circuit                              | 30 octobre - 7 novembre      | Ajaccio, Venaco et Bastia | Rapide             | Rustam Qosimjonov                                                                      |
| Mémorial Tal,                                 | 6-16 novembre                | Moscou                    | Classique et blitz | Classique : Péter Lékó, Ruslan Ponomariov et Levon Aronian Blitz : Viswanathan Anand   |
| Mémorial Capablanca                           | 21-30 novembre               | La Havane                 | Classique          | Vassili Ivantchouk                                                                     |
| Tournoi « Remco Heite »                       | 24-26 novembre               | Wolvega                   | Classique          | Loek van Wely                                                                          |
| 1er tournoi Multicom                          | 13-21 décembre               | Paris                     | Classique          | Namiq Quliyev                                                                          |
| Mémorial Carlos Torre                         | 14-21 décembre               | Mérida                    | Classique          | Vassili Ivantchouk                                                                     |
| Tournoi de Pampelune                          | 22-29 décembre               | Pampelune                 | Classique          | Aleksandr Morozevitch                                                                  |
| Tournoi de Noël de Zurich                     | décembre                     | Zurich                    | Classique          | Yannick Pelletier                                                                      |
| Tournoi Amber                                 |                              | Monaco                    | Aveugle et rapide  | Viswanathan Anand et Aleksandr Morozevitch                                             |

## Matchs amicaux
- 6-9 avril à Bucarest : Topalov bat Nisipeanu 3-1 (+2 -0 =2)
- 22 août : un tournoi blitz, double ronde oppose trois anciennes gloires à la meilleure féminine : Garry Kasparov et Anatoli Karpov l’emportent avec 4,5/6 devant Judit Polgár 2,5/6 et Viktor Kortchnoï 0,5/6[38]
- septembre : à Mayence, Viswanathan Anand bat Teimour Radjabov 5-3[39]
- 4/9 septembre : à Paris, la Chine bat la France  par 28,5 à 25,5. La France est supérieure chez les hommes (20-16), la Chine chez les femmes (12,5-5,5)[40]
- 25 novembre-5 décembre : à Bonn, le logiciel Deep Fritz bat le champion du monde Kramnik 4-2 (+2 -0 =2)[41]
- Du 7 au 9 décembre, lors du festival d'échecs de Bilbao, Judit Polgar et Veselin Topalov jouent un match de 6 parties rapides et à l'aveugle, que le bulgare remporte[42].
- 17/25 décembre : à New Delhi, la championne d’Europe en titre Kateryna Lahno (16 ans) bat le jeune prodige indien Parimarjan Negi 11-7 (parties lentes, rapides et blitz)

## Compétitions par équipes

### Olympiade d'échecs
- 21 mai-4 juin : 37e Olympiade de Turin – victoire chez les hommes de l’Arménie et de l’Ukraine chez les femmes[43].

### Championnats continentaux par équipes
| Compétition                                        | Vainqueur mixte            | Vainqueur femmes           |
| -------------------------------------------------- | -------------------------- | -------------------------- |
| Championnat du monde d'échecs par équipes          | Pas de compétition en 2006 | Pas de compétition dédiée  |
| Championnat d'Europe d'échecs des nations          | Pas de compétition en 2006 | Pas de compétition en 2006 |
| Championnat d'Asie d'échecs des nations            | Pas de compétition en 2006 | Pas de compétition en 2006 |
| Championnat panaméricain d'échecs des nations (en) | Pas de compétition en 2006 | Pas de compétition en 2006 |

### Championnats interclubs
| Compétition                                | Champion         | Deuxième                  | Troisième          |
| ------------------------------------------ | ---------------- | ------------------------- | ------------------ |
| Coupe d'Europe des clubs d'échecs          | Tomsk-400        | Ladya Kazan               | Ural Sverdlovskaya |
| Coupe d'Europe des clubs d'échecs féminine | Mika Yerevan     | Energy-Investi Sakartvelo | AVS Krasnoturinsk  |
| Championnat d'Allemagne d'échecs des clubs | OSG Baden-Baden  | Werder Bremen             | SG Porz            |
| Championnat de Chine par équipes (en)      |                  |                           |                    |
| Championnat de France d'échecs des clubs   | NAO Chess Club   | Monaco                    | Clichy Échecs 92   |
| Coupe de France des clubs d'échecs         | Clichy Échecs 92 | NAO Chess Club            | —                  |
| Four Nations Chess League (en) (4NCL)      |                  |                           |                    |
| United States Chess League (en) (USCL)     |                  |                           |                    |

## Championnats continentaux et nationaux individuels

### Championnats continentaux individuels
| Compétition                              | Champion mixte             | Championne                 |
| ---------------------------------------- | -------------------------- | -------------------------- |
| Championnat d'Afrique d'échecs           | Pas de compétition en 2006 | Pas de compétition en 2006 |
| Championnat d'Asie d'échecs              | Pas de compétition en 2006 | Pas de compétition en 2006 |
| Championnat d'Amérique d'échecs          |                            |                            |
| Championnat d'Europe d'échecs individuel | Zdenko Kožul               | Ekaterina Atalik           |
| Championnat d'Océanie d'échecs           | Pas de compétition en 2006 | Pas de compétition en 2006 |

### Championnats nationaux individuels
| Pays                                              | Champion mixte                 | Championne                                       |
| ------------------------------------------------- | ------------------------------ | ------------------------------------------------ |
| Championnat d'Afrique du Sud d'échecs             | Pas de championnat             | Pas de championnat                               |
| Championnat d'Albanie d'échecs (en)               | Dritan Mehmeti (ru)            | Roela Pasku                                      |
| Championnat d'Algérie d'échecs                    | Badr-Eddine Khelfallah,        |                                                  |
| Championnat d'Allemagne d'échecs                  | Thomas Luther,                 | Pas de championnat                               |
| Championnat d'Andorre d'échecs                    |                                |                                                  |
| Championnat d'Argentine d'échecs                  | Fernando Peralta,              | Carolina Luján                                   |
| Championnat d'Arménie d'échecs                    | Artashes Minasian              |                                                  |
| Championnat d'Australie d'échecs                  | Ian Rogers                     |                                                  |
| Championnat d'Autriche d'échecs                   | Eva Moser                      | Anna-Christina Kopinits (en) et Helene Mira (de) |
| Championnat d'Azerbaïdjan d'échecs                |                                |                                                  |
| Championnat du Bangladesh d'échecs                |                                |                                                  |
| Championnat de la Barbade d'échecs                | Terry Farley                   | Corrine Howard                                   |
| Championnat de Belgique d'échecs                  | Shahin Mohandesi (br)          | Marigje Degrande (en)                            |
| Championnat de la Biélorussie d'échecs            | Viatcheslav Dydychko           | Natalia Popova                                   |
| Championnat de Birmanie d'échecs                  |                                |                                                  |
| Championnat de Bolivie d'échecs                   | Oswaldo Zambrana               |                                                  |
| Championnat de Bosnie-Herzégovine d'échecs        |                                |                                                  |
| Championnat du Botswana d'échecs                  |                                |                                                  |
| Championnat du Brésil d'échecs                    | Giovanni Vescovi               | Regina Lùcia Ribeiro (pt)                        |
| Championnat de Bulgarie d'échecs                  |                                |                                                  |
| Championnat du Canada d'échecs                    | Igor Zugic (en)                | Natalia Khoudgarian                              |
| Championnat du Chili d'échecs                     | Eduardo Arancibia Guzmán (es)  |                                                  |
| Championnat de Chine d'échecs                     | Ni Hua,                        | Li Ruofan                                        |
| Championnat de Chypre d'échecs                    | Julian Baltag                  |                                                  |
| Championnat de Colombie d'échecs                  | Gildardo García                |                                                  |
| Championnat du Costa Rica d'échecs                | Bernal González Acosta (pl),   |                                                  |
| Championnat de Croatie d'échecs                   | Zoran Jovanović (hr)           |                                                  |
| Championnat de Cuba d'échecs                      | Leinier Domínguez              |                                                  |
| Championnat du Danemark d'échecs                  | Sune Berg Hansen               |                                                  |
| Championnat d'Écosse d'échecs                     | Jonathan Grant                 |                                                  |
| Championnat des Émirats Arabes Unis d'échecs      |                                |                                                  |
| Championnat d'Espagne d'échecs                    | Francisco Vallejo Pons         | Patricia Llaneza Vega (es)                       |
| Championnat d'Estonie d'échecs                    | Tarvo Seeman (en),             |                                                  |
| Championnat des États-Unis d'échecs               | Alexander Onischuk             | Anna Zatonskih                                   |
| Championnat des îles Féroé d'échecs               |                                |                                                  |
| Championnat de Finlande d'échecs                  | Mika Karttunen (en)            | Pas de championnat                               |
| Championnat de France d'échecs                    | Vladislav Tkachiev             | Almira Skripchenko                               |
| Championnat de Géorgie d'échecs                   | Gueorgui Katcheichvili         | Nana Dzagnidzé                                   |
| Championnat d'échecs de Grande-Bretagne           | Jonathan Rowson,               | Ketevan Arakhamia-Grant                          |
| Championnat de Grèce d'échecs                     | Vassílios Kotroniás,           | Ánna-María Bótsari                               |
| Championnat du Guatemala d'échecs                 |                                |                                                  |
| Championnat du Honduras d'échecs                  |                                |                                                  |
| Championnat de Hongrie d'échecs                   | Zoltan Almasi                  | Ticia Gara                                       |
| Championnat d'Inde d'échecs                       | Surya Ganguly                  | Swati Ghate                                      |
| Championnat d'Indonésie d'échecs                  |                                |                                                  |
| Championnat d'Iran d'échecs                       | Ehsan Ghaem Maghami            |                                                  |
| Championnat d'Irlande d'échecs                    | Stephen Brady (en)             |                                                  |
| Championnat d'Islande d'échecs                    |                                | Lenka Ptáčníková                                 |
| Championnat d'Israël d'échecs                     | Maxim Rodshtein                |                                                  |
| Championnat d'Italie d'échecs                     | Michele Godena                 |                                                  |
| Championnat de Jamaïque d'échecs                  |                                |                                                  |
| Championnat du Japon d'échecs                     | Shinya Kojima                  | Haruko Tanaka                                    |
| Championnat du Kazakhstan d'échecs                | Darmen Sadvakassov             |                                                  |
| Championnat du Kenya d'échecs                     | Benjamin Omondi Magana         | Jane Wanbugu                                     |
| Championnat du Kosovo d'échecs                    | Përparim Makolli               |                                                  |
| Championnat de Lettonie d'échecs                  | Normunds Miezis                |                                                  |
| Championnat du Liban d'échecs                     | Antoine Kassis (en)            | Pas de championnat                               |
| Championnat de Lituanie d'échecs                  | Vidmantas Mališauskas          |                                                  |
| Championnat du Luxembourg d'échecs                | Jean-Marie Weber               |                                                  |
| Championnat de Macédoine d'échecs                 |                                |                                                  |
| Championnat de Madagascar d'échecs                |                                |                                                  |
| Championnat de Malaisie d'échecs                  |                                |                                                  |
| Championnat de Malte d'échecs                     | Colin Pace                     |                                                  |
| Championnat du Maroc d'échecs                     | Rachid Hifad                   | Laila El Amri                                    |
| Championnat du Mexique d'échecs                   | Juan Carlos Gonzalez Zamora    |                                                  |
| Championnat de Moldavie d'échecs                  | Viacheslav Slovineanu          | Elena Pîrțac                                     |
| Championnat de Mongolie d'échecs                  | Tsegmed Batchuluun             | Dulamsüren Yanjindulam (ru)                      |
| Championnat du Monténégro d'échecs                |                                |                                                  |
| Championnat du Népal d'échecs                     |                                |                                                  |
| Championnat de Namibie d'échecs                   | Reuben Beukes                  |                                                  |
| Championnat de Nouvelle-Zélande d'échecs          | Murray Chandler                |                                                  |
| Championnat de Norvège d'échecs                   | Magnus Carlsen,                |                                                  |
| Championnat d'Ouzbékistan d'échecs                |                                | Olga Sabirova                                    |
| Championnat du Pakistan d'échecs                  | Tunveer Mohyuddin Gillani (en) |                                                  |
| Championnat du Panama d'échecs (en)               |                                |                                                  |
| Championnat du Paraguay d'échecs                  | Luis Carlos Patriarca (ru)     |                                                  |
| Championnat d'échecs des Pays-Bas                 | Sergei Tiviakov                | Zhaoqin Peng                                     |
| Championnat du Pays de Galles d'échecs            | John Trevelyan                 |                                                  |
| Championnat du Pérou d'échecs                     |                                |                                                  |
| Championnat des Philippines d'échecs              | Darwin Laylo (en)              |                                                  |
| Championnat de Pologne d'échecs                   | Mateusz Bartel                 |                                                  |
| Championnat du Portugal d'échecs                  | António Fernandes              | Catarina Leite (en)                              |
| Championnat de la République Dominicaine d'échecs | Lisandro Munoz                 | Mercedes De La Cruz                              |
| Championnat de la République tchèque d'échecs     | Viktor Laznicka                |                                                  |
| Championnat de Roumanie d'échecs                  | Vlad-Cristian Jianu (en)       |                                                  |
| Championnat de Russie d'échecs                    | Ievgueni Alekseïev             | Ekaterina Korbut                                 |
| Championnat du Salvador d'échecs                  |                                |                                                  |
| Championnat de Serbie-et-Montenegro d'échecs      | Branko Damljanovic             | Irina Tchelouchkina                              |
| Championnat des Seychelles d'échecs (en)          |                                |                                                  |
| Championnat de Singapour d'échecs                 |                                |                                                  |
| Championnat de Slovaquie d'échecs                 | Tomáš Petrík (de)              |                                                  |
| Championnat de Slovénie d'échecs                  | Duško Pavasovič                |                                                  |
| Championnat du Sri Lanka d'échecs                 | Athula Russell                 | Pramodya Senanayake                              |
| Championnat de Suède d'échecs                     | Johan Hellsten                 |                                                  |
| Championnat de Suisse d'échecs                    | Florian Jenni (en),            | Tatjana Lematschko                               |
| Championnat du Suriname d'échecs                  |                                |                                                  |
| Championnat de Trinité-et-Tobago d'échecs         |                                |                                                  |
| Championnat de Turquie d'échecs                   | Mikhaïl Gourevitchdé           |                                                  |
| Championnat d'Ukraine d'échecs                    | Zahar Efimenko,                | Oksana Vozovic                                   |
| Championnat d'Uruguay d'échecs                    | Daniel Izquierdo (ru)          |                                                  |
| Championnat du Venezuela d'échecs                 | Eduardo Iturrizaga             |                                                  |
| Championnat du Vietnam d'échecs                   | Nguyễn Anh Dũng                |                                                  |
| Championnat de Zambie d'échecs                    |                                |                                                  |

## Évolution des classements mondiaux en 2006
Les joueurs d'échecs ont un classement Elo mis à jour chaque mois par la FIDE en fonction de leurs résultats sportifs, et chaque partie jouée rapporte ou retire des points Elo aux joueurs. Au cours de l'année 2006, plusieurs progressions au classement Elo sont remarquées.

### Classement mixte
| Rang 2007 | Nom                   | Né en | Fédération  | Elo 2007 | Rang 2006 | Elo 2006 | Évolution     |
| --------- | --------------------- | ----- | ----------- | -------- | --------- | -------- | ------------- |
| 1         | Veselin Topalov       | 1975  | Bulgarie    | 2 783    | 2         | 2 801    | 18            |
| 2         | Viswanathan Anand     | 1969  | Inde        | 2 779    | 3         | 2 792    | 13            |
| 3         | Vladimir Kramnik      | 1975  | Russie      | 2 766    | 6         | 2 741    | 25            |
| 4         | Shakhriyar Mamedyarov | 1985  | Azerbaïdjan | 2 754    | 15        | 2 709    | 45            |
| 5         | Vassily Ivanchuk      | 1969  | Ukraine     | 2 750    | 8         | 2 729    | 21            |
| 6         | Peter Leko            | 1979  | Hongrie     | 2 749    | 7         | 2 740    | en stagnation |
| 7         | Levon Aronian         | 1982  | Arménie     | 2 744    | 5         | 2 752    | en stagnation |
| 8         | Alexander Morozevich  | 1977  | Russie      | 2 741    | 11        | 2 721    | 20            |
| 9         | Michael Adams         | 1971  | Angleterre  | 2 735    | 17        | 2 707    | 28            |
| 10        | Boris Gelfand         | 1968  | Israël      | 2 733    | 9         | 2 723    | en stagnation |

- Garry Kasparov disparaît du classement Elo au 1er avril.

### Classement femmes
| Rang 2007 | Nom                  | Né en | Fédération | Elo 2007 | Rang 2006 | Elo 2006 | Évolution     |
| --------- | -------------------- | ----- | ---------- | -------- | --------- | -------- | ------------- |
| 1         | Judit Polgár         | 1976  | Hongrie    | 2 727    | 1         | 2 711    | 16            |
| 2         | Humpy Koneru         | 1987  | Inde       | 2 567    | 2         | 2 537    | 30            |
| 3         | Pia Cramling         | 1963  | Suède      | 2 530    | 3         | 2 515    | 15            |
| 4         | Zhu Chen             | 1976  | Qatar      | 2 518    | 9         | 2 482    | 36            |
| 5         | Xu Yuhua             | 1976  | Chine      | 2 517    | 6         | 2 502    | 15            |
| 6         | Alexandra Kosteniuk  | 1984  | Russie     | 2 515    | 4         | 2 514    | en stagnation |
| 7         | Maia Tchibourdanidzé | 1961  | Géorgie    | 2 510    | 5         | 2 511    | en stagnation |
| 8         | Hou Yifan            | 1994  | Chine      | 2 509    | —         | 2 269    | 240           |
| 9         | Nadezhda Kosintseva  | 1985  | Russie     | 2 496    | 10        | 2 480    | 16            |
| 10        | Antoaneta Stefanova  | 1979  | Bulgarie   | 2 483    | 8         | 2 499    | 16            |

## Élection à la FIDE
- 2 juin : Réélection de Kirsan Ilyumzhinov à la tête de la FIDE[149],[150].

## Nécrologie
- 14 janvier : Günther Möhring (en)
- 15 janvier : Herbert Avram (en)
- 2 février : Danuta Samolewicz-Owczarek (en)
- 18 février : Ratmir Kholmov à 81 ans
- 2 mars : Valter Heuer (en)
- 20 avril : Wolfgang Unzicker à 81 ans[151]
- 13 mai : Burt Hochberg (en)
- 26 mai : Alan Kotok
- 31 mai : Guillermo Vassaux (en)
- 6 juin : Renate Limbach (nl)
- 7 juin : Celia Baudot de Moschini
- 9 juin : Ronaldo Cantero (en)
- 2 juillet : René Letelier[152]
- 14 juillet : Aleksander Wojtkiewicz à 43 ans[153]
- 23 juillet : Rudolf Teschner
- 26 juillet : Jessie Gilbert (en)
- 14 août : Adriaan de Groot à 91 ans
- 26 août : Lárus Johnsen (en)
- 7 novembre : Aino Kukk (en)
- 13 novembre : Lyubov Idelchyk (en)
- 29 novembre : Krystyna Radzikowska
- 5 décembre : David Bronstein à 83 ans[154]
- 30 décembre : Nikolaï Novotelnov